# Rudolf Heg
Rudolf Gijsbertus Marie August Heg (Hoorn, 13 februari 1879 - Utrecht, 5 april 1960) maakte na een loopbaan als officier bij de mariniers carrière bij de Nederlandse Spoorwegen en was de eerste directeur van de gezamenlijke transportbedrijven de Algemeene Transport Onderneming (A.T.O.) en Van Gend & Loos in Utrecht.

## Opleiding
Na de Rijks HBS in Leeuwarden, waar zijn vader Augustinus Primus Heg (1849-1912) commissaris van politie was, volgde Heg vanaf 1 september 1896 de opleiding tot adelborst aan het Koninklijk Instituut voor de Marine (KIM) in Den Helder. Bij de inhuldiging van koningin Wilhelmina op 6 september 1898 in Amsterdam vormde de negentienjarige samen met 31 andere adelborsten een erewacht voor het Koninklijk Paleis op de Dam. Dit eerbetoon herhaalde Heg en de andere voormalige adelborsten en cadetten op 6 september 1938, toen de Koningin van het paleis naar de Nieuwe Kerk liep voor het aanhoren van de herdenkingsrede ter gelegenheid van haar 40-jarig regeringsjubileum.

## Korps Mariniers
Na zijn opleiding vervulde hij verschillende functies als beginnend officier bij het Korps Mariniers, onder meer bij de wapenfabriek Hembrug bij Amsterdam, bij de marinewerf Willemsoord in Den Helder, en tijdens een reis met het pantserdekschip Holland, dat op 9 oktober 1902 vanuit uit Nieuwediep naar West-Indië vertrok onder commando van de kapitein ter zee Jan Wentholt, de latere minister van Marine.

## Nederlands-Indië
In september 1903 vertrok hij als eerste luitenant der mariniers op hetzelfde pantserdekschip Holland naar Nederlands-Indië om daar tot begin 1906 te blijven.
Eerst was hij adjudant van Willem van Voss, die commandant was van de landingstroepen, maar in juni 1905 werd hij overgeplaatst om adjudant te worden van de kapitein luitenant ter zee S. Woldringh. In de zomer van 1905 nam hij deel aan de expeditie tegen de Boni- en Loewoerijken op  Zuidwest-Celebes. Die waren in de ogen van het koloniaal bewind hun afspraken niet nagekomen. Zo kreeg hij in augustus 1905 het commando over een ‘stronghold’ op het strand van Badjowé. waarbij hij zowel de zorg had voor een seinbrigade als voor de communicatiedienst tussen het bivak en de marineschepen voor de kust. Na drie weken werd het bivak opgeheven en werd Heg belast met de ontschepen van zieken en levensmiddelen te Pampanoea.
Na terugkeer uit Nederlands-Indië in 1906, vervulde hij verschillende functies voor het Korps Mariniers totdat hem op 30-jarige leeftijd op eigen verzoek met ingang van 1 Juli 1909 eervol ontslag werd verleend.

## Nederlandse Spoorwegen
Na zijn afscheid van het Korps Mariniers in juli 1909 treedt Heg in dienst als inspecteur bij de Hollandsche IJzeren Spoorweg-Maatschappij (HIJSM) om na de standplaatsen Winterswijk, Den Haag en Rotterdam op het hoofdkantoor in Utrecht te worden geplaatst. Na de fusie van de HIJSM en de Maatschappij tot Exploitatie van Staatsspoorwegen (SS) kreeg Heg de leiding over de gezamenlijke inspectie.
Op 1 september 1926 werd hij benoemd tot directeur van het nieuwe autobusbedrijf van de Nederlandse Spoorwegen. Met deze Algemeene Transport Onderneming (A.O.T.) wilde de directie van de spoorwegen, Jacob Adriaan Kalff en Hugo van Manen, de concurrentie van het personen- en vooral het goederenvervoer per bus van haar lijf houden. Formeel was de A.O.T. eigendom van de HIJSM en de SS, twee maatschappijen die samenwerkten onder de paraplu van de NS. Twee jaar later, op 1 juli 1928, werd Heg ook directeur van het vervoersbedrijf (en meer dan honderd jaar oude familiebedrijf) Van Gend en Loos, dat door de NS was overgenomen. Het hoofdkantoor werd vanuit Arnhem ondergebracht bij de A.O.T. in Utrecht. Hiermee ontstond onder de eenkoppige leiding van Heg het grootste wegvervoerbedrijf van Nederland, dat destijds niet alleen vrachtwagens en auto- en bestelbussen beheerde, maar ook honderden paarden. Heg vervulde deze functie tot 1 juli 1945.

## Nevenfuncties
Heg aanvaardde onder meer benoemingen als lid van het Centraal Comité voor Economisch Vervoer (1932); het Comité voor de oprichting van de Vereniging voor veilig verkeer Utrecht en omstreken (in 1933); van de provinciale Commissie van voorlichting inzake de coördinatie van het goederenvervoer in de provincie Utrecht (in 1940); en (bij Koninklijk Besluit van 15 november 1945) van het Tribunaal voor het arrondissement Utrecht (tot 14 januari 1947, toen hem op zijn verzoek eervol ontslag werd verleend).

## Onderscheiding
Bij Koninklijk Besluit van 28 maart 1907 is Heg benoemd tot Ridder in de Orde van Oranje-Nassau met de zwaarden voor zijn optreden tijdens de Boni-expeditie van 1905. De onderscheiding werd op 16 juni 1907 uitgereikt in Den Helder.

## Persoonlijk
Vanuit Batavia trouwde hij op 12 januari 1906 met de handschoen met Henderika Margaretha de Koe (Lemmer, 16 mei 1877 - Utrecht, 16 september 1929). Hun dochter Greta (1909 - 2000) studeerde samen met Corinna (‘Kenny’, ook gespeld als 'Kennie') van Schendel (1909 - 1985) aan de Sorbonne in Parijs. Zij was de dochter van Arthur van Schendel (1874 - 1946) en na het overlijden van zijn echtgenote bezocht Heg samen Greta de schrijver een paar keer in Sestri Levante (Italië), waar Van Schendel toen woonde.
Nadat hij in 1929 weduwnaar was geworden, trouwde hij op 20 april 1933 in Londen (Verenigd Koninkrijk), maar in de krant geannonceerd als Utrecht, met de 31 jaar jongere Johanna Henrica Dominica (‘Jo’) Perquin (Utrecht, (zondag) 8 augustus 1909 - Boxmeer, 24 april 2005), een leeftijdgenoot van zijn dochter. Ze kregen twee zoons, Rudolf Heg (1934-2016) en Hans Louis Heg (1936).
Heg overleed op 81-jarige leeftijd in Utrecht en werd op 9 april 1960 gecremeerd in Westerveld (Driehuis).

## Trivia
Heg was scherpschutter en behaalde bij wedstrijden waaraan hij als marinier meedeed vaak een podiumplaats en deze vaardigheid zal hem ongetwijfeld van pas zijn gekomen toen hij tijdens de Tweede Wereldoorlog lid was van de Nederlandsche Jagervereeniging. Zijn sportieve prestaties leverde hem een uitnodiging op zitting te nemen in de jury van de Nederlandse voorwedstrijden in Rotterdam van de Olympische Spelen in Londen.
In maart 1930 ontsnapte Heg aan de dood bij een auto-ongeluk op de Rijksstraatweg bij Uitland in Friesland. Bij een slippartij met zijn 'luxe wagen' klapte hij tegen een boom, die van boven tot onder werd gespleten. Hij overleefde het ongeval en nadat hij eerst medische zorg had gekregen, werd hij naar zijn woonplaats Utrecht gereden.